# 1980년 하계 올림픽 근대5종
제22회 하계 올림픽 근대5종 경기는 1980년 7월 20일부터 24일까지 소련 모스크바에서 열렸다.